# Direktöversättning
En direktöversättning är en mer eller mindre ordagrann översättning där översättaren inte tagit hänsyn till ordföljd, idiomatiska uttryck eller andra språkliga egenheter. Motsatsen till direkt översättning är semantisk översättning.